# Bosistoa medicinalis
Bosistoa medicinalis är en vinruteväxtart som först beskrevs av F. Mueller, och fick sitt nu gällande namn av Thomas Gordon Hartley. Bosistoa medicinalis ingår i släktet Bosistoa och familjen vinruteväxter. Inga underarter finns listade i Catalogue of Life.